# Reino de Namayan
Namayan (Baybayin: Pre-Kudlit: ᜈᜋᜌ o ᜐᜉ (Sapa), Post-Kudlit: ᜈᜋᜌᜈ᜔), también llamado Sapa, Maysapan o Nasapan, y a veces Lamayan,  fue una ciudad estado de la isla de Luzón: 193  a orillas del río Pasig en Filipinas, que se cree que alcanzó su apogeo en 1175.
Formado por una confederación de barangays, fue una de varias entidades políticas prominentes en el río Pasig justo antes de la Colonización española de Filipinas, junto a Tondo, Maynila, y Cainta.
Los hallazgos arqueológicos en Santa Ana, la antigua sede del poder de Namayan, han producido la evidencia más antigua de habitación continua entre las entidades políticas del río Pasig, anterior a los artefactos encontrados dentro de los sitios históricos de Maynila y Tondo.

## Sitios capitales
Tres lugares actuales se identifican como los centros políticos de Namayan. Dos de estos están dentro de la actual Santa Ana, Manila, y el otro es ahora un barangay del Mandaluyong al otro lado del río desde los otros sitios.

### Sapa
El sitio más asociado con el reino es el pueblo propiamente dicho de Santa Ana, que creció alrededor de la Parroquia de Nuestra Señora de los Abandonados. Este sitio no se convirtió en el centro del asentamiento hasta 1578, cuando los misioneros franciscanos optaron por construir la iglesia parroquial de Santa Ana de Sapa a cierta distancia del pueblo original. Local se refirió al sitio como "Maysapan", o más simplemente, "Sapa".
Sapa es la palabra tagalo y kapampangan para un pequeño arroyo. Los cuerpos de agua cercanos que coinciden con la descripción incluyen lo que eventualmente se llamaría Estero de Tripa de Gallina y un arroyo más pequeño en las cercanías de lo que ahora son las calles Del Pan, La Habana y Tejeron. Sin embargo, la antigua Santa Ana era conocida por estar "atravesada por arroyos y arroyos", y muchos de estos arroyos podrían haber quedado oscurecidos por la eventual urbanización.
Cristianizado como Santa Ana de Sapa, el nombre finalmente abarcó el distrito de la ciudad de Manila ahora conocido como Santa Ana. El p. de Huerta anota que "este pueblo toma su nombre del santo titular y del agregado de Sapa por haber sido establecido en un sitio inmediato a un estero o riachuelo procedente del río Pasig, que los indígenas llaman Sapa". y el nombre del propio pueblo."

### Lamayan
En lugar del sitio de Nasapan, las tradiciones locales dicen que un área llamada Lamayan (en tagalo y Kapampangan significan "el lugar donde se llevó a cabo un velorio funerario"), a orillas del mismo Pasig. Era el sitio de la antigua capital desde la cual gobernaron Lakan Tagkan y Buwan. Todavía es reconocible hoy porque la calle moderna aún lleva su nombre.

### Namayan, Mandaluyong
Una tercera ubicación, Barangay Namayan en la ciudad de Mandaluyong lleva el nombre del reino, y era claramente parte de su antiguo territorio, ubicado a orillas del Pasig justo enfrente de Lamayan.

## Territorio
Se ha descrito que el territorio de Namayan bordea la Bahía de Manila, el río Pasig y la Laguna de Bay. Una descripción más precisa de la El área administrativa está dada por el P. de Huerta, quien, notando que Namayan era una confederación de varios barangays, identificó estas comunidades componentes como fueron nombradas a mediados del siglo XIX.
Ciudadanos de Namaya llamados por el ejército de Datu Makitan [Bai-Sai] abreviado en dialecto de Visayan significa [Bai ang ilahang sala atong ihatag sa ilaha] "Inilad" equivalente a engañado.

## Gobernantes
Fray Huerta también registró la genealogía de la familia gobernante de Namayan, y la rastreó hasta Lakan Tagkan (también conocido como Lacantagcan, o Lakan Takhan en algunas historias orales) y su esposa Buan. Bajo el epígrafe "Santa Ana", anota:
"En origen de los naturales de este pueblo viene de un gobernante ("regulo") llamado Lacantagcan, y su mujer llamada Bouan, señores ("señores") de los territorios namayan [...] El primer nombre de pila que se encuentra en el árbol genealógico de esta gran familia es un tal Martín en esta forma Martín, hijo de Calamayin: Calamayin, hijo de Laboy, Laboy, hijo de Palaba, y Palaba, hijo primogénito del gobernante ("regulo") Lacantagcan y su mujer Bouan."
El historiador William Henry Scott señala que "Rajah Kalamayin" era el nombre del gobernante de Namayan en el punto de contacto colonial a principios de la década de 1570, y Huerta registra aquí que su hijo fue bautizado como "Martin". tras la conversión al catolicismo romano. Huerta solo rastrea el árbol genealógico de Lacan Tagcan hasta Martin y, por lo tanto, solo menciona al mayor de los hijos de Tagcan y Bouan, Palaba. Los otros cuatro hijos de Tagcan no se nombran y no se mencionan hijas.
"El dicho Lacantagcan, además de cinco hijos de su legítima esposa Bouan, tuvo un bastardo ("bastardo") con una esclava de linaje de Borneo ("esclava de casta bornea" ), llamado Pasay, que fue el origen del pueblo conocido con el mismo nombre, por haber fijado allí su residencia como propietario de la tierra, sostenido por su padre."
Si bien Huerta establece definitivamente que los gobernantes de Namayan y el asentamiento llamado Pasay estaban relacionados, la naturaleza precisa de su relación durante el siglo XVI no está clara: Scott registra que durante ese período, los gobernantes de Pasay interactuaron con los propios españoles en lugar de "Rajah Kalamayin". hablando en su nombre.
Algunas tradiciones orales locales citan a la hija de Tagkan, Pasay, otorgándole el título de "Dayang-dayang" ("princesa"). Sin embargo, el descriptor "bastardo" '" (bastardo), usado por Huerta, tiene forma masculina.
La historiadora Grace Odal-Devora señala que las historias orales de Kapampangan también mencionan a una "Sultana Kalangitan", descrita como "la Dama del Pasig" que gobernó el Reino de Namayan. Se dice que fue la abuela de "Prinsipe Balagtas" (o Bagtas), y la leyenda dice que el pueblo Kapampangan desciende de él. Odal señala que esto demuestra las interconexiones de las élites gobernantes tagalo.

### Gobernantes documentados de Namayan
Los gobernantes de Namayan desde el período del contacto colonial (la década de 1570) hasta las tres generaciones anteriores, fueron documentados por el historiador franciscano Fray Félix Huerta en el trabajo Estado geográfico, topográfico, estadístico, histórico-religioso de la santa y apostólica Provincia de San Gregorio Magno ("Estado geográfico, topográfico, estadístico, histórico y religioso de la santa y apostólica provincia de San Gregorio Magno"), un registro de las historias de las misiones franciscanas que ahora es un recurso principal para las historias locales de Municipios de Filipinas.
| Título                              | Nombre    | notas | Período de regla documentado                                                 | Fuentes primarias |
| ----------------------------------- | --------- | --- | ---------------------------------------------------------------------------- | ----------------- |
| Lakan                               | Tagkan    | Nombrado "Lacantagcan" por Huerta y descrito como el gobernante a quien los "residentes originales" de Namayan atribuyen su origen                   | años exactos no documentados; tres generaciones anteriores a Calamayin       | Huerta            |
| Lakan                               | Palaba    | Anotado por Huerta como el "Hijo Principal" de Lakan Tagkan.                                                                                         | años exactos no documentados; dos generaciones anteriores a Calamayin        | Huerta            |
| Lakan                               | Laboy     | Según los registros genealógicos franciscanos, es hijo de Lakan Palaba y padre de Lakan Kalamayin.                                                   | años exactos no documentados; una generación anterior a Calamayin            | Huerta            |
| Lakan                               | Kalamayin | referido por Scott (1984) como Lakan Kalamayin. Descrito por Scott (1984) como el gobernante supremo de Namayan en el momento del contacto colonial. | inmediatamente antes y después del contacto colonial español (ca. 1571–1575) | huerta            |
| (sin título documentado por Huerta) | Martín*   | *Huerta no menciona si el hijo de Kalamayin, bautizado "Martin", ocupó un cargo en el gobierno durante el período colonial español temprano          | período colonial español temprano                                            | Huerta            |

### Gobernantes legendarios de Namayan
Además de los registros de Huerta, varios nombres de gobernantes están asociados con Namayan por tradiciones populares/orales, como se relata en documentos como el testamento de Fernando Malang (1589) y documentado por académicos como Grace Odal-Devora y escritores como Nick Joaquin. led by the house of Lakan Tagkan
| Título                                                                                             | Nombre            | notas | Período de Regla                                                                                              | Fuentes primarias |
| -------------------------------------------------------------------------------------------------- | ----------------- | --- | --- | --- |
| "Princesa" o "Dama" (término utilizado en la tradición oral, según lo documentado por Odal-Devora) | Sasaban           | En la Tradición oral relatada por Nick Joaquin y Leonardo Vivencio, una "dama de Namayan" que fue a la corte de Majapahit para casarse con el Emperador Soledan, eventualmente dando a luz a Balagtas, quien luego regresó a Namayan/Pasig en 1300.: 51 | \|Tradición popular batangueño (citado por Odal-Devora, 2000), y tradición oral citada por Joaquín y Vicencio | |
| Príncipe (término utilizado en la tradición oral, según lo documentado por Odal-Devora)            | Bagtas o Balagtas | En la Tradición Popular Batangueño citada por Odal-Devora, el rey de Balayan y Taal que se casó con Panginoan, hija de Kalangitan y Lontok, que gobernaron Pasig.: 51 En Kapampangan Folk Tradition citado por Odal-Devora, el "nieto de Kalangitan" y un "Príncipe de Madjapahit" que se casó con la "Princesa Panginoan de Pampanga": 47, 51 O bien el yerno (Tradición Batangueño ) o nieto (Tradición Kapampangan) de Kalangitan En la tradición oral narrada por Nick Joaquin y Leonardo Vivencio, el Hijo de Emperador Soledan de Majapahit que se casó con Sasaban de Sapa/Namayan. Se casó con la princesa Panginoan de Pasig alrededor del año 1300 para consolidar su línea familiar y el gobierno de Namayan: 47, 51 | California. 1300 d. C. según tradición oral citada por Joaquín y Vicencio                                     | Tradiciones populares batangueño y kapampangan citadas por Odal-Devora, y tradición oral citada por Joaquín y Vicencio |
| "Princesa" o "Dama" (término utilizado en la tradición oral, según lo documentado por Odal-Devora) | Panginoano        | En la Tradición Popular Batangueño citada por Odal-Devora, la hija de Kalangitan y Lontok que fueron gobernantes de Pasig, que eventualmente se casó con Balagtas, Rey de Balayan y Taal .: 51 En Kapampangan Folk Tradition citado por Odal-Devora, que finalmente se casó con Bagtas, el "nieto de Kalangitan".: 47, 51 En la tradición oral narrada por Nick Joaquin y Leonardo Vivencio, "Princesa Panginoan de Pasig" que fue casada por Balagtas, el hijo del emperador Soledan de Majapahit en 1300 dC en un esfuerzo por consolidar el gobierno de Namayan | California. 1300 d. C. según tradición oral citada por Joaquín y Vicencio                                     | Tradiciones populares batangueño y kapampangan citadas por Odal-Devora, y tradición oral citada por Joaquín y Vicencio |
| Gat                                                                                                | Lontok            | En Tradición Popular Batangueño citada por Odal-Devora, esposo de Kalangitan, sirviendo juntos como "gobernantes de Pasig".: 51 | Antigüedad legendaria                                                                                         | Tradición popular batangueña (citado por Odal-Devora, 2000)                                                            |
| Dayang o Sultana                                                                                   | Kalangitan        | \|Antigüedad legendaria | Tradiciones populares batangueño y kapampangan (citado por Odal-Devora, 2000)                                 | |